# Damaged (album Black Flag)
Damaged – pierwszy album zespołu Black Flag, wydany 5 grudnia 1981 roku przez firmę SST Records.
W 2003 album został sklasyfikowany na 340. miejscu listy 500 albumów wszech czasów magazynu Rolling Stone.

## Lista utworów
1. Rise Above – 2:26
2. Spray Paint (The Walls) – 0:33
3. Six Pack  – 2:20
4. What I See – 1:55
5. TV Party – 3:31
6. Thirsty and Miserable – 2:05
7. Police Story – 1:30
8. Gimmie Gimmie Gimmie – 1:47
9. Depression – 2:28
10. Room 13 – 2:04
11. Damaged II – 3:23
12. No More – 2:25
13. Padded Cell – 1:47
14. Life of Pain – 2:50
15. Damaged I – 3:50

## Twórcy
- Henry Rollins – wokal
- Greg Ginn – gitara, wokal
- Dez Cadena – gitara, wokal
- Charles Dukowski – gitara basowa, wokal
- ROBO – perkusja, wokal
- Mugger – wokal
- Spot – producent
- Francis Buckley – miksowanie